# Breedpootkrab
De breedpootkrab (Portumnus latipes) is een krab uit de familie Carcinidae, die voor de Nederlandse en Belgische kust vrij algemeen wordt aangetroffen op fijnzandige bodems.

## Anatomie
De gladde rugschild (carapax) is even breed als lang maar vernauwt sterk achteraan en meet maximaal 30 mm. De schaarpoten zijn kort en zijdelings afgeplat. Zoals bij alle zwemkrabben (Portunoidea) is het laatste segment van het vijfde paar pereopoden sterk afgeplat. Ze zijn voornamelijk grijs met meestal een in grootte variërende witte vlek midden op de carapax.

## Voorkomen en ecologie
Breedpootkrabben verkiezen goed gesorteerd fijn zand. Ze komen voor van het midden van de getijdenzone tot op een diepte van 30 m. Daar graven ze zich soms tot op verscheidene centimeters diep in in het zand.
Portumnus latipes vindt men in de zuidelijke Noordzee, zuidwaarts tot de Canarische Eilanden en de Azoren en oostwaarts tot in de Zwarte Zee.